# Rudolph-Tabelle
Die Rudolph-Tabelle ist eine von Klaus Rudolph herausgegebene Tabelle zur altersgerechten Leistungsbewertung im Schwimmsport.
Mit ihrer Hilfe soll die Leistungsentwicklung eines Schwimmers objektiv nachzuvollziehen sein. Hierzu veröffentlicht Rudolph jährlich eine Tabelle, die auf den einzelnen Rekorden und somit auch den jeweiligen Altersklasse-Rekorden beruht. Mit Hilfe der Tabelle, die ein Punkte-Schema darstellt, soll die Möglichkeit bestehen, die Leistung eines Schwimmers den Leistungsniveaus für zum Beispiel Bundes- oder Landeskader zuzuordnen.

## Kritik
Wie alle Datensammlungen im Schwimmsport ist die Tabelle jahrgangsbezogen und kann somit keine Daten für unterjährige Vergleiche liefern.